# Quercus hartwissiana
Quercus hartwissiana Steven – gatunek roślin z rodziny bukowatych (Fagaceae Dumort.). Występuje naturalnie w południowej i wschodniej Bułgarii, północnej i wschodniej części Turcji oraz na Kaukazie. 

## Morfologia
PokrójZrzucające liście drzewo dorastające w naturalnym środowisku do 35 m wysokości (w uprawie osiąga najczęściej 7–9 m wysokości). Kora jest gruba, delikatnie pomarszczona i ma ciemnoczerwonawo-brązową barwę. Gałązka są bezwłose i mają czerwonawą barwę.
LiścieBlaszka liściowa ma kształt od podługowatego do odwrotnie jajowatego. Mierzy 7–15 cm długości oraz 3,5–6,5 cm szerokości, jest zatokowato wycięta i ząbkowana na brzegu, z 5–12 parami krótkich, zaokrąglonych (rzadko wąskich) klap, ma niemal sercowatą (czasami uszatą) nasadę i spiczasty wierzchołek. Górna powierzchnia jest błyszcząca, naga i ma ciemnozieloną barwę, natomiast od spodu są blade i nieco owłosione. Mają 7–13 par prostych nerwów drugorzędnych, z kolei nerwy trzeciorzędny są słabo widoczne. Ogonek liściowy ma 13–22 mm długości.
OwoceOrzechy zwane żołędziami o niemal jajowatym kształcie z ostro zakończonym wierzchołkiem, dorastają do 18–30 mm długości i 15 mm średnicy. Osadzone są na szypułkach o długości 4 cm. Orzechy otulone są w miseczkach do 35% ich długości. Miseczki mierzą 12 mm średnicy, z szerokimi, cienkimi i białawo owłosionymi łuskami, ściśniętymi z wyjątkiem końcówki.

## Biologia i ekologia
Występuje na wysokości od 1000 do 1500 m n.p.m. Jest mrozoodporny. Dobrze rośnie na wszystkich typach gleb. Charakteryzuje się szybkim tempem wzrostu. 
Roślina jest bardzo podobna do gatunku Q. roburoides, który jest protopastą dla dębów bezszypułkowego (Q. petraea), omszonego (Q. pubescens) i szypułkowego (Q. robur), był bardzo powszechny w pliocenie, lecz obecnie wyginął.